# Andrewsarchus mongoliensis
Andrewsarchus è un genere estinto di mammifero artiodattilo vissuto durante la metà dell'Eocene, circa 48-41 milioni di anni fa (Ypresiano-Luteziano), nelle regioni che oggi corrispondono alla Mongolia Interna, in Cina. Il genere comprende due specie: la specie tipo A. mongoliensis e A. crassum, quest'ultima inizialmente conosciuta come Paratriisodon. In passato, Andrewsarchus era classificato come un Mesonicoideo, ma la maggior parte degli studi recenti lo colloca tra gli artiodattili. In uno studio specifico, è stato identificato come parte del clade Cetancodontamorpha, strettamente imparentato con gli entelodontidi, gli ippopotami e i cetacei.

## Descrizione

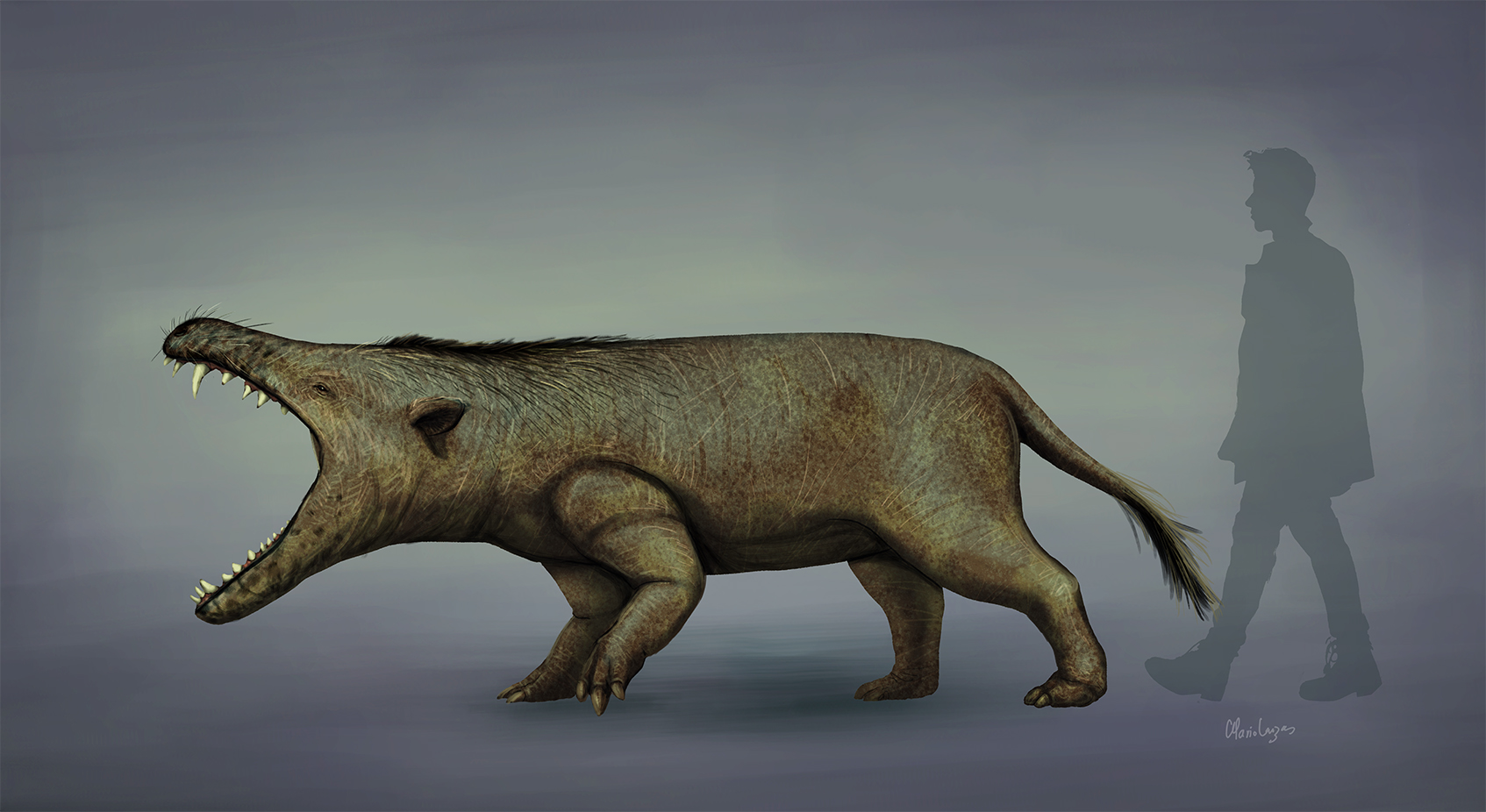
Dimensioni e ricostruzione di Andrewsarchus, a confronto con un uomo

Quando descrisse per la prima volta Andrewsarchus, Osborn stimò le dimensioni corporee dell'animale basandosi sul genere nordamericano Mesonyx. Queste stime portarono Osborn a credere di aver scoperto il più grande mammifero carnivoro terrestre conosciuto. Sulla base del cranio olotipo, lungo 83,4 centimetri, e utilizzando le proporzioni di Mesonyx, Osborn stimò una lunghezza corporea totale di 3,82 metri e un'altezza al garrese di 1,89 metri. Confrontando le sue dimensioni con quelle di altri carnivori terrestri, come orsi e lupi, Osborn stimò che il peso di Andrewsarchus potesse raggiungere i 1000 kg, un valore vicino al limite massimo raggiungibile da un carnivoro terrestre in funzione dei vincoli metabolici. Tuttavia, Szalay e Gould misero in dubbio queste stime, suggerendo che Andrewsarchus avesse proporzioni più simili a quelle degli entelodonti piuttosto che ai mesonichidi, date le somiglianze craniche e dentali con i primi. Secondo loro, le dimensioni stimate da Osborn erano imprecise, e Andrewsarchus era probabilmente un onnivoro anziché il superpredatore immaginato da Osborn. Queste ipotesi sono supportate dalla stretta relazione filogenetica tra Andrewsarchus e gli entelodonti.
Andrewsarchus mongoliensis possedeva una formula dentaria completa tipica dei mammiferi placentati: 3 incisivi, 1 canino, 4 premolari e 3 molari su ogni lato della mascella. Come negli entelodontidi, gli incisivi erano disposti in una configurazione semicircolare. Il secondo e il terzo premolare avevano una singola cuspide allungata, mentre le corone dei molari erano fortemente rugose. I primi e i secondi molari risultavano molto più consumati rispetto agli altri denti. I molari di Andrewsarchus erano così simili a quelli degli entelodontidi che, se fossero stati trovati isolati, sarebbero probabilmente stati assegnati a quest'ultimo gruppo. Una caratteristica dentaria unica di A. mongoliensis era la presenza di secondi incisivi notevolmente allargati, delle dimensioni dei canini. Sebbene non siano stati conservati, è possibile stimarli sulla base delle dimensioni delle orbite dentali. Tuttavia, queste orbite risultano proporzionalmente più piccole rispetto alla dentatura complessiva e al cranio, le cui dimensioni sono state stimate sia da Szalay e Gould (1966) sia da Osborn (1924).

## Classificazione

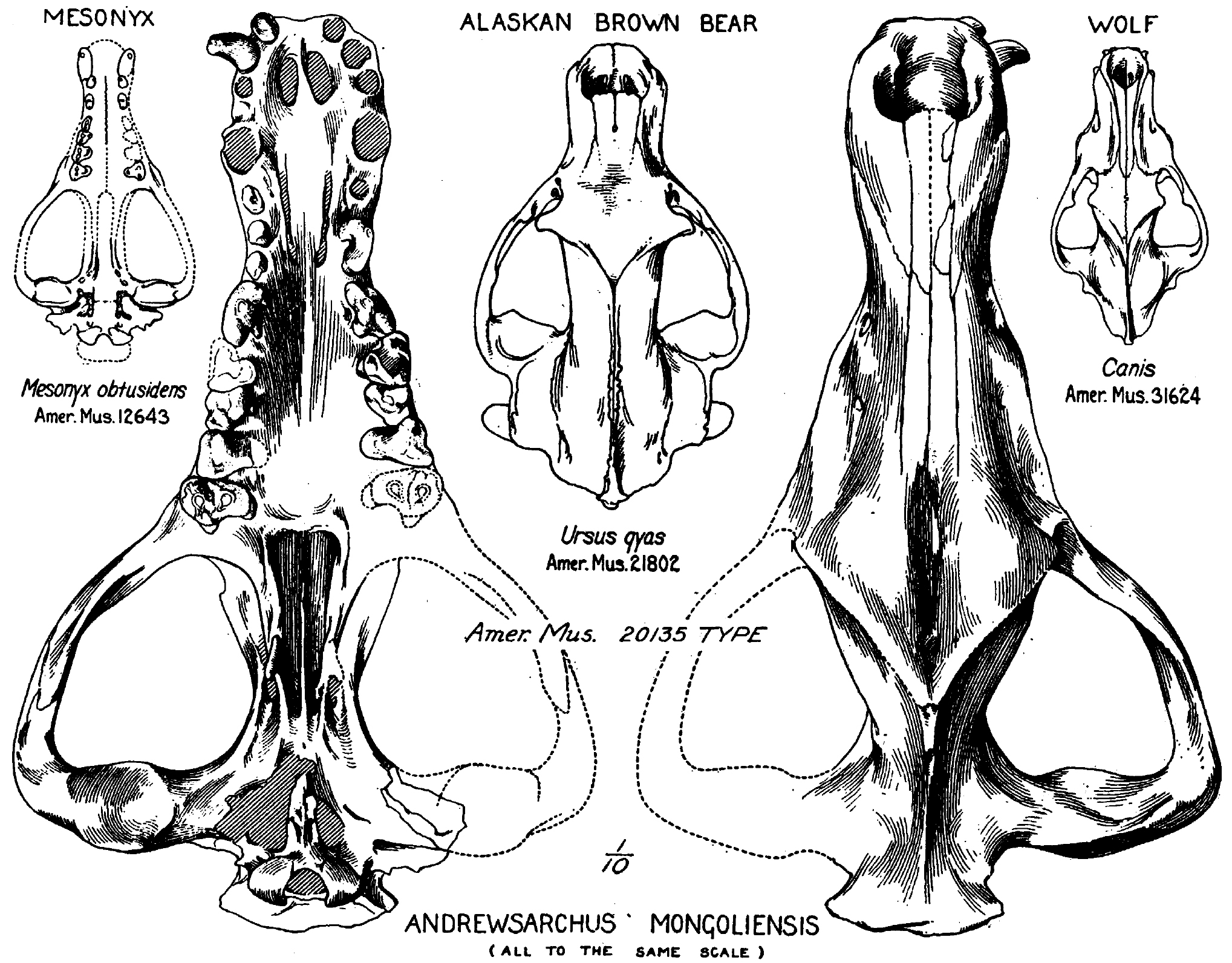
Illustrazione del cranio di Andrewsarchus (in visione ventrale) comparato a quello di altri carnivori, da Osborn (1924)

Andrewsarchus fu inizialmente classificato come membro della famiglia Mesonychidae. Al contrario, Paratriisodon era originariamente assegnato alla famiglia Arctocyonidae. Successivamente, Andrewsarchus fu spostato in una famiglia a sé stante, gli Andrewsarchidae, pur rimanendo all'interno dell'ordine Mesonychia. Più tardi, Paratriisodon fu sinonimizzato con Andrewsarchus, e quest'ultimo venne nuovamente riclassificato come membro della famiglia Arctocyonidae. Tuttavia, studi più recenti hanno recuperato Andrewsarchus come parte del clade Cetancodontamorpha, strettamente imparentato con entelodonti, ippopotami e balene.
Di seguito è riportato un cladogramma basato sui risultati degli studi di Spaulding et al. (2009) e Yu et al. (2023).
| Andrewsarchidae | Andrewsarchus  |
|                 | Andrewsarchus  |
|                 | Entelodontidae |
|                 |                |

|  | Hippopotamidae |
|  |                |
|  | Cetacea        |
|  |                |

| Andrewsarchidae | Andrewsarchus  |
|                 | Andrewsarchus  |
|                 | Entelodontidae |
|                 |                |

|  | Hippopotamidae |
|  |                |
|  | Cetacea        |
|  |                |

| Andrewsarchidae | Andrewsarchus  |
|                 | Andrewsarchus  |
|                 | Entelodontidae |
|                 |                |

|  | Hippopotamidae |
|  |                |
|  | Cetacea        |
|  |                |

| Andrewsarchidae | Andrewsarchus  |
|                 | Andrewsarchus  |
|                 | Entelodontidae |
|                 |                |

|  | Hippopotamidae |
|  |                |
|  | Cetacea        |
|  |                |

| Andrewsarchidae | Andrewsarchus  |
|                 | Andrewsarchus  |
|                 | Entelodontidae |
|                 |                |

|  | Hippopotamidae |
|  |                |
|  | Cetacea        |
|  |                |

| Andrewsarchidae | Andrewsarchus  |
|                 | Andrewsarchus  |
|                 | Entelodontidae |
|                 |                |

|  | Hippopotamidae |
|  |                |
|  | Cetacea        |
|  |                |

| Andrewsarchidae | Andrewsarchus  |
|                 | Andrewsarchus  |
|                 | Entelodontidae |
|                 |                |

|  | Hippopotamidae |
|  |                |
|  | Cetacea        |
|  |                |

| Andrewsarchidae | Andrewsarchus  |
|                 | Andrewsarchus  |
|                 | Entelodontidae |
|                 |                |

|  | Hippopotamidae |
|  |                |
|  | Cetacea        |
|  |                |

| Andrewsarchidae | Andrewsarchus  |
|                 | Andrewsarchus  |
|                 | Entelodontidae |
|                 |                |

|  | Hippopotamidae |
|  |                |
|  | Cetacea        |
|  |                |

| Andrewsarchidae | Andrewsarchus  |
|                 | Andrewsarchus  |
|                 | Entelodontidae |
|                 |                |

|  | Hippopotamidae |
|  |                |
|  | Cetacea        |
|  |                |

| Andrewsarchidae | Andrewsarchus  |
|                 | Andrewsarchus  |
|                 | Entelodontidae |
|                 |                |

|  | Hippopotamidae |
|  |                |
|  | Cetacea        |
|  |                |

| Andrewsarchidae | Andrewsarchus  |
|                 | Andrewsarchus  |
|                 | Entelodontidae |
|                 |                |

|  | Hippopotamidae |
|  |                |
|  | Cetacea        |
|  |                |

| Andrewsarchidae | Andrewsarchus  |
|                 | Andrewsarchus  |
|                 | Entelodontidae |
|                 |                |

|  | Hippopotamidae |
|  |                |
|  | Cetacea        |
|  |                |

| Andrewsarchidae | Andrewsarchus  |
|                 | Andrewsarchus  |
|                 | Entelodontidae |
|                 |                |

|  | Hippopotamidae |
|  |                |
|  | Cetacea        |
|  |                |

| Andrewsarchidae | Andrewsarchus  |
|                 | Andrewsarchus  |
|                 | Entelodontidae |
|                 |                |

|  | Hippopotamidae |
|  |                |
|  | Cetacea        |
|  |                |

| Andrewsarchidae | Andrewsarchus  |
|                 | Andrewsarchus  |
|                 | Entelodontidae |
|                 |                |

|  | Hippopotamidae |
|  |                |
|  | Cetacea        |
|  |                |

| Andrewsarchidae | Andrewsarchus  |
|                 | Andrewsarchus  |
|                 | Entelodontidae |
|                 |                |

|  | Hippopotamidae |
|  |                |
|  | Cetacea        |
|  |                |

| Andrewsarchidae | Andrewsarchus  |
|                 | Andrewsarchus  |
|                 | Entelodontidae |
|                 |                |

|  | Hippopotamidae |
|  |                |
|  | Cetacea        |
|  |                |

| Andrewsarchidae | Andrewsarchus  |
|                 | Andrewsarchus  |
|                 | Entelodontidae |
|                 |                |

|  | Hippopotamidae |
|  |                |
|  | Cetacea        |
|  |                |

| Andrewsarchidae | Andrewsarchus  |
|                 | Andrewsarchus  |
|                 | Entelodontidae |
|                 |                |

|  | Hippopotamidae |
|  |                |
|  | Cetacea        |
|  |                |

| Andrewsarchidae | Andrewsarchus  |
|                 | Andrewsarchus  |
|                 | Entelodontidae |
|                 |                |

|  | Hippopotamidae |
|  |                |
|  | Cetacea        |
|  |                |

| Andrewsarchidae | Andrewsarchus  |
|                 | Andrewsarchus  |
|                 | Entelodontidae |
|                 |                |

|  | Hippopotamidae |
|  |                |
|  | Cetacea        |
|  |                |

| Andrewsarchidae | Andrewsarchus  |
|                 | Andrewsarchus  |
|                 | Entelodontidae |
|                 |                |

|  | Hippopotamidae |
|  |                |
|  | Cetacea        |
|  |                |

| Andrewsarchidae | Andrewsarchus  |
|                 | Andrewsarchus  |
|                 | Entelodontidae |
|                 |                |

|  | Hippopotamidae |
|  |                |
|  | Cetacea        |
|  |                |

| Andrewsarchidae | Andrewsarchus  |
|                 | Andrewsarchus  |
|                 | Entelodontidae |
|                 |                |

|  | Hippopotamidae |
|  |                |
|  | Cetacea        |
|  |                |

| Andrewsarchidae | Andrewsarchus  |
|                 | Andrewsarchus  |
|                 | Entelodontidae |
|                 |                |

|  | Hippopotamidae |
|  |                |
|  | Cetacea        |
|  |                |

| Andrewsarchidae | Andrewsarchus  |
|                 | Andrewsarchus  |
|                 | Entelodontidae |
|                 |                |

|  | Hippopotamidae |
|  |                |
|  | Cetacea        |
|  |                |

| Andrewsarchidae | Andrewsarchus  |
|                 | Andrewsarchus  |
|                 | Entelodontidae |
|                 |                |

|  | Hippopotamidae |
|  |                |
|  | Cetacea        |
|  |                |

| Andrewsarchidae | Andrewsarchus  |
|                 | Andrewsarchus  |
|                 | Entelodontidae |
|                 |                |

|  | Hippopotamidae |
|  |                |
|  | Cetacea        |
|  |                |

| Andrewsarchidae | Andrewsarchus  |
|                 | Andrewsarchus  |
|                 | Entelodontidae |
|                 |                |

|  | Hippopotamidae |
|  |                |
|  | Cetacea        |
|  |                |

| Andrewsarchidae | Andrewsarchus  |
|                 | Andrewsarchus  |
|                 | Entelodontidae |
|                 |                |

|  | Hippopotamidae |
|  |                |
|  | Cetacea        |
|  |                |

| Andrewsarchidae | Andrewsarchus  |
|                 | Andrewsarchus  |
|                 | Entelodontidae |
|                 |                |

|  | Hippopotamidae |
|  |                |
|  | Cetacea        |
|  |                |

| Andrewsarchidae | Andrewsarchus  |
|                 | Andrewsarchus  |
|                 | Entelodontidae |
|                 |                |

|  | Hippopotamidae |
|  |                |
|  | Cetacea        |
|  |                |

| Andrewsarchidae | Andrewsarchus  |
|                 | Andrewsarchus  |
|                 | Entelodontidae |
|                 |                |

|  | Hippopotamidae |
|  |                |
|  | Cetacea        |
|  |                |

| Andrewsarchidae | Andrewsarchus  |
|                 | Andrewsarchus  |
|                 | Entelodontidae |
|                 |                |

|  | Hippopotamidae |
|  |                |
|  | Cetacea        |
|  |                |

| Andrewsarchidae | Andrewsarchus  |
|                 | Andrewsarchus  |
|                 | Entelodontidae |
|                 |                |

|  | Hippopotamidae |
|  |                |
|  | Cetacea        |
|  |                |

| Andrewsarchidae | Andrewsarchus  |
|                 | Andrewsarchus  |
|                 | Entelodontidae |
|                 |                |

|  | Hippopotamidae |
|  |                |
|  | Cetacea        |
|  |                |

| Andrewsarchidae | Andrewsarchus  |
|                 | Andrewsarchus  |
|                 | Entelodontidae |
|                 |                |

|  | Hippopotamidae |
|  |                |
|  | Cetacea        |
|  |                |

| Andrewsarchidae | Andrewsarchus  |
|                 | Andrewsarchus  |
|                 | Entelodontidae |
|                 |                |

|  | Hippopotamidae |
|  |                |
|  | Cetacea        |
|  |                |

| Andrewsarchidae | Andrewsarchus  |
|                 | Andrewsarchus  |
|                 | Entelodontidae |
|                 |                |

|  | Hippopotamidae |
|  |                |
|  | Cetacea        |
|  |                |

| Andrewsarchidae | Andrewsarchus  |
|                 | Andrewsarchus  |
|                 | Entelodontidae |
|                 |                |

|  | Hippopotamidae |
|  |                |
|  | Cetacea        |
|  |                |

| Andrewsarchidae | Andrewsarchus  |
|                 | Andrewsarchus  |
|                 | Entelodontidae |
|                 |                |

|  | Hippopotamidae |
|  |                |
|  | Cetacea        |
|  |                |

| Andrewsarchidae | Andrewsarchus  |
|                 | Andrewsarchus  |
|                 | Entelodontidae |
|                 |                |

|  | Hippopotamidae |
|  |                |
|  | Cetacea        |
|  |                |

| Andrewsarchidae | Andrewsarchus  |
|                 | Andrewsarchus  |
|                 | Entelodontidae |
|                 |                |

|  | Hippopotamidae |
|  |                |
|  | Cetacea        |
|  |                |

| Andrewsarchidae | Andrewsarchus  |
|                 | Andrewsarchus  |
|                 | Entelodontidae |
|                 |                |

|  | Hippopotamidae |
|  |                |
|  | Cetacea        |
|  |                |

| Andrewsarchidae | Andrewsarchus  |
|                 | Andrewsarchus  |
|                 | Entelodontidae |
|                 |                |

|  | Hippopotamidae |
|  |                |
|  | Cetacea        |
|  |                |

| Andrewsarchidae | Andrewsarchus  |
|                 | Andrewsarchus  |
|                 | Entelodontidae |
|                 |                |

|  | Hippopotamidae |
|  |                |
|  | Cetacea        |
|  |                |

| Andrewsarchidae | Andrewsarchus  |
|                 | Andrewsarchus  |
|                 | Entelodontidae |
|                 |                |

|  | Hippopotamidae |
|  |                |
|  | Cetacea        |
|  |                |

| Andrewsarchidae | Andrewsarchus  |
|                 | Andrewsarchus  |
|                 | Entelodontidae |
|                 |                |

|  | Hippopotamidae |
|  |                |
|  | Cetacea        |
|  |                |

| Andrewsarchidae | Andrewsarchus  |
|                 | Andrewsarchus  |
|                 | Entelodontidae |
|                 |                |

|  | Hippopotamidae |
|  |                |
|  | Cetacea        |
|  |                |

| Andrewsarchidae | Andrewsarchus  |
|                 | Andrewsarchus  |
|                 | Entelodontidae |
|                 |                |

|  | Hippopotamidae |
|  |                |
|  | Cetacea        |
|  |                |

| Andrewsarchidae | Andrewsarchus  |
|                 | Andrewsarchus  |
|                 | Entelodontidae |
|                 |                |

|  | Hippopotamidae |
|  |                |
|  | Cetacea        |
|  |                |

| Andrewsarchidae | Andrewsarchus  |
|                 | Andrewsarchus  |
|                 | Entelodontidae |
|                 |                |

|  | Hippopotamidae |
|  |                |
|  | Cetacea        |
|  |                |

| Andrewsarchidae | Andrewsarchus  |
|                 | Andrewsarchus  |
|                 | Entelodontidae |
|                 |                |

|  | Hippopotamidae |
|  |                |
|  | Cetacea        |
|  |                |

| Andrewsarchidae | Andrewsarchus  |
|                 | Andrewsarchus  |
|                 | Entelodontidae |
|                 |                |

|  | Hippopotamidae |
|  |                |
|  | Cetacea        |
|  |                |

| Andrewsarchidae | Andrewsarchus  |
|                 | Andrewsarchus  |
|                 | Entelodontidae |
|                 |                |

|  | Hippopotamidae |
|  |                |
|  | Cetacea        |
|  |                |

| Andrewsarchidae | Andrewsarchus  |
|                 | Andrewsarchus  |
|                 | Entelodontidae |
|                 |                |

|  | Hippopotamidae |
|  |                |
|  | Cetacea        |
|  |                |

| Andrewsarchidae | Andrewsarchus  |
|                 | Andrewsarchus  |
|                 | Entelodontidae |
|                 |                |

|  | Hippopotamidae |
|  |                |
|  | Cetacea        |
|  |                |

| Andrewsarchidae | Andrewsarchus  |
|                 | Andrewsarchus  |
|                 | Entelodontidae |
|                 |                |

|  | Hippopotamidae |
|  |                |
|  | Cetacea        |
|  |                |

| Andrewsarchidae | Andrewsarchus  |
|                 | Andrewsarchus  |
|                 | Entelodontidae |
|                 |                |

|  | Hippopotamidae |
|  |                |
|  | Cetacea        |
|  |                |

| Andrewsarchidae | Andrewsarchus  |
|                 | Andrewsarchus  |
|                 | Entelodontidae |
|                 |                |

|  | Hippopotamidae |
|  |                |
|  | Cetacea        |
|  |                |

| Andrewsarchidae | Andrewsarchus  |
|                 | Andrewsarchus  |
|                 | Entelodontidae |
|                 |                |

|  | Hippopotamidae |
|  |                |
|  | Cetacea        |
|  |                |

| Andrewsarchidae | Andrewsarchus  |
|                 | Andrewsarchus  |
|                 | Entelodontidae |
|                 |                |

|  | Hippopotamidae |
|  |                |
|  | Cetacea        |
|  |                |

| Andrewsarchidae | Andrewsarchus  |
|                 | Andrewsarchus  |
|                 | Entelodontidae |
|                 |                |

|  | Hippopotamidae |
|  |                |
|  | Cetacea        |
|  |                |

## Storia della scoperta

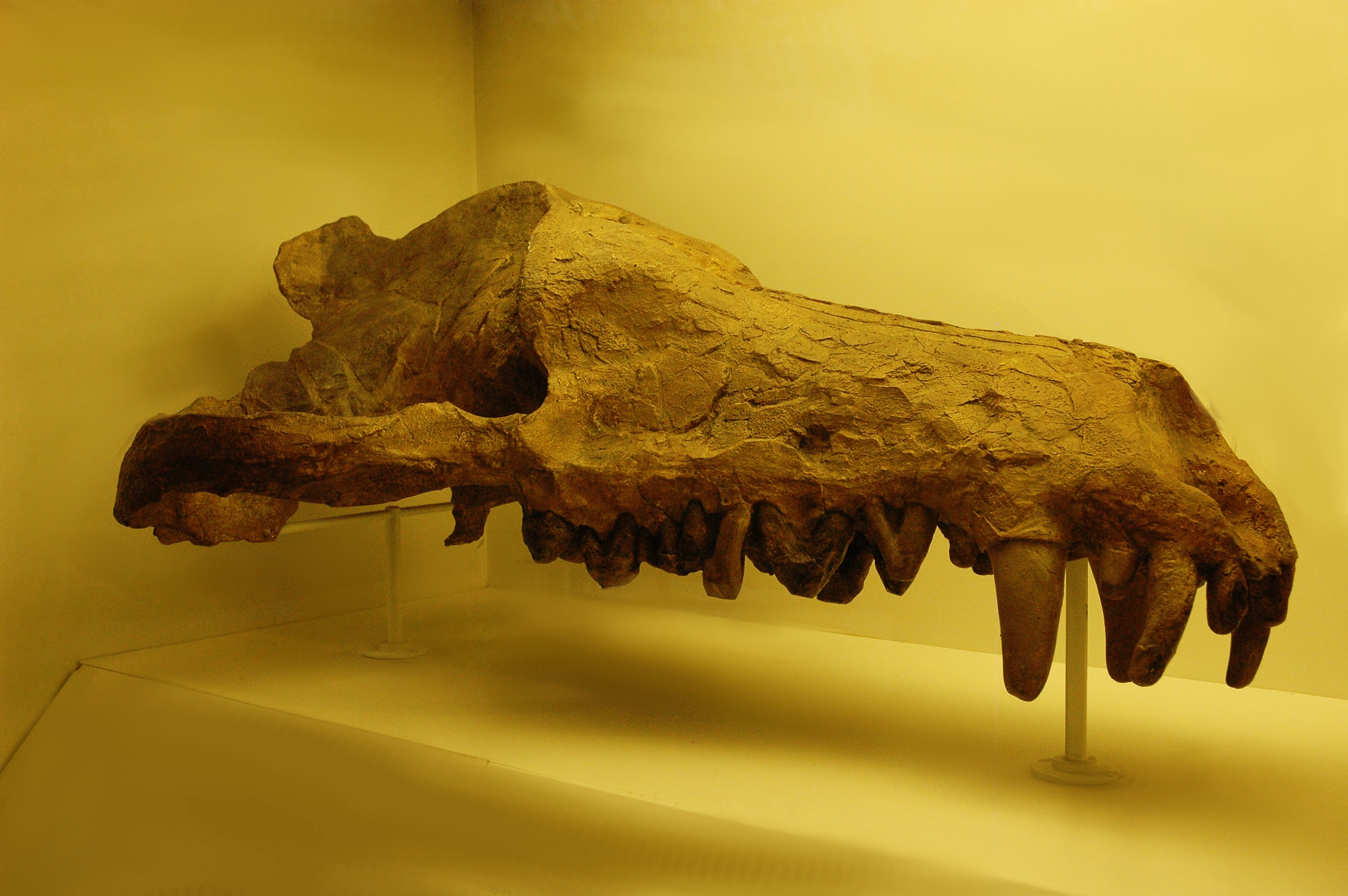
Cranio di Andrewsarchus, al Museo di storia naturale di Londra

Andrewsarchus mongoliensis fu descritto per la prima volta da Henry Fairfield Osborn nel 1924, basandosi su un cranio parziale ritrovato nei livelli inferiori della Formazione Irdin Manha, nella Mongolia Interna, risalente al medio Eocene. Il cranio fu scoperto dall'assistente paleontologico Kan Chuen Pao nella primavera del 1923, durante le spedizioni del Central Asiatic Expeditions (CAE) dell'American Museum of Natural History (AMNH), guidate dal famoso esploratore e naturalista Roy Chapman Andrews. Il cranio è attualmente esposto presso l'American Museum of Natural History di New York. Il genere Andrewsarchus prende il nome proprio da Roy Chapman Andrews, unito alla parola greca antica archos (ἀρχός), che significa "sovrano". Una seconda specie, A. crassum, fu descritta da Ding Suyin e colleghi nel 1977, basandosi su due premolari ritrovati nella Formazione Dongjun, nella provincia di Guangxi.
Paratriisodon henanensis fu nominato da Minchen Chow nel 1959 sulla base di un cranio e una mandibola parziali, una mascella frammentaria e diversi denti isolati provenienti dalla Formazione Lushi, nella provincia di Henan. Una seconda specie, P. gigas, fu nominata da Chow e colleghi nel 1973 per un molare ritrovato anch'esso nella Formazione Lushi. Successivamente, tre molari e un incisivo dalla Formazione Irdin Manha furono riferiti a P. gigas. Tuttavia, entrambe le specie di Paratriisodon sono oggi considerate sinonimi junior di A. mongoliensis.
Andrewsarchus è attualmente l'unico membro della famiglia Andrewsarchidae, istituita da Frederick Szalay e Stephen Jay Gould nel 1966. Originariamente, Andrewsarchidae fu classificata come una sottofamiglia dei Mesonychidae, ma successivamente fu elevata al rango di famiglia autonoma.

## Nella cultura di massa

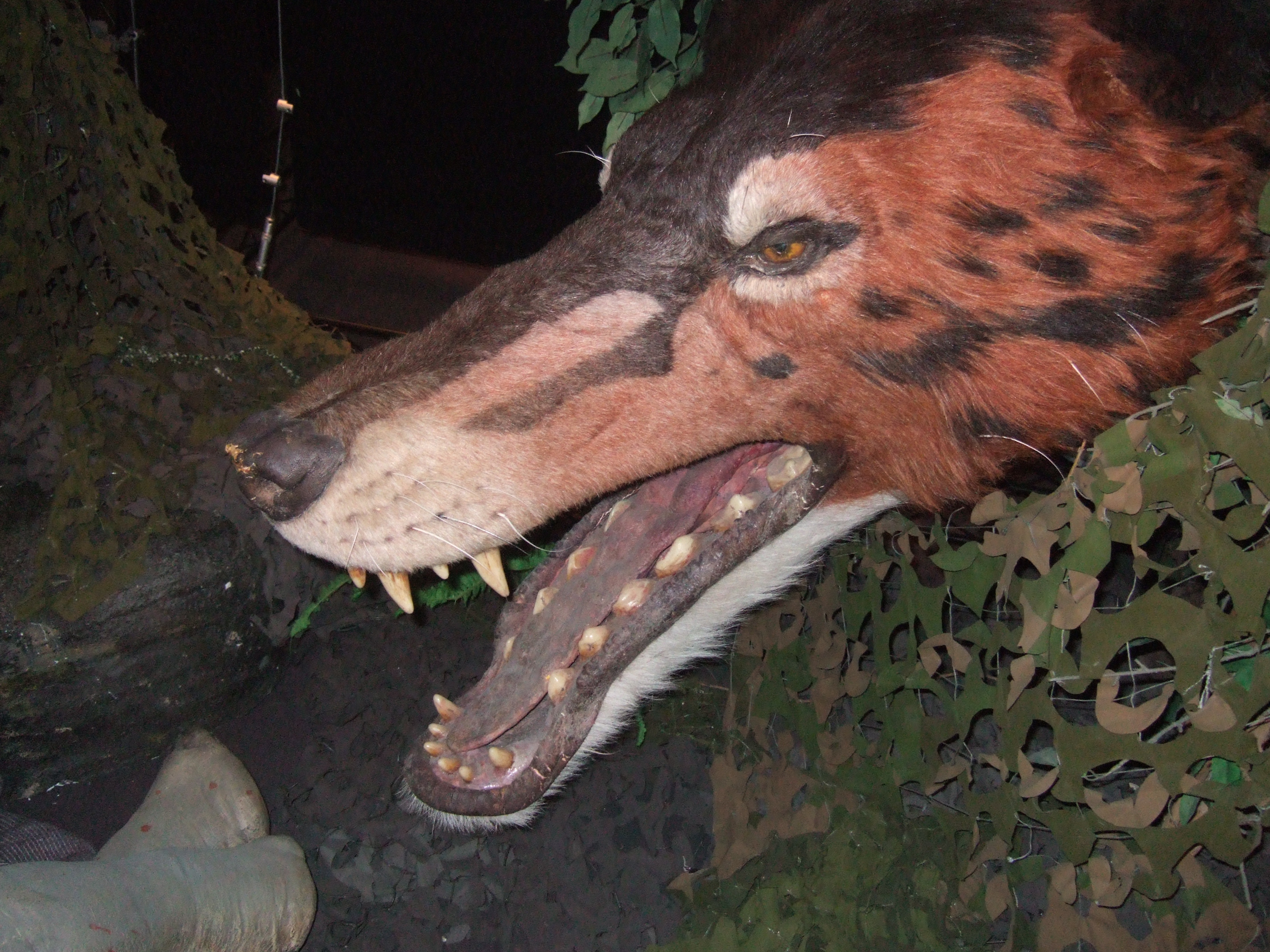
Ricostruzione della testa di Andrewsarchus, presente all'interno del documentario I predatori della preistoria, ora esposti al Museo Horniman, Londra

Andrewsarchus è un mammifero piuttosto famoso nella letteratura e nei musei, entrato nell'immaginario collettivo per il suo aspetto di "lupo gigante", un'idea tuttavia probabilmente errata.
La prima apparizione di Andrewsarchus in televisione avvenne nel documentario della BBC I predatori della preistoria, nell'episodio Whale Killer. A causa della scarsa conoscenza dell'animale, venne ritratto come un gigantesco lupo, descritto come un superpredatore capace di cibarsi di tutto ciò che trovava, dalle tartarughe sulle spiagge alla carcassa di un giovane Embolotherium, da cui viene però scacciato dalla madre. Il documentario, tuttavia, sottolinea la sua stretta parentela e somiglianza con gli artiodattili.
Andrewsarchus è anche protagonista del n. 159 del fumetto Dampyr (Sergio Bonelli Editore), intitolato La bestia del Gevaudan.
Nel mondo dei videogiochi, Andrewsarchus appare con il suo erroneo aspetto di "lupo gigante" nei giochi per smartphone della Ludia, Jurassic Park: the Game e Jurassic World: the Game. In Jurassic World Alive, invece, è raffigurato in modo più coerente con le ricostruzioni moderne, sebbene condivida le animazioni con i Caniformi.
Compare anche nel videogioco L'era glaciale 2, dove però il suo aspetto ricorda più quello di una volpe.